# Гудков, Игорь Эдуардович
И́горь Эдуа́рдович Гудко́в (род. 26 октября 1960, Ленинград, СССР) — советский и российский звукорежиссер, музыкальный продюсер, кинопродюсер.
Входил в Ленинградский рок-клуб, во времена рок-клуба друзьями Игоря Гудкова были Андрей «Свин» Панов, Виктор Цой, Майк Науменко, Алексей Рыбин и Константин Кинчев. Общение с талантливыми музыкантами послужило толчком к началу продюсерской деятельности: продюсерская компания «Русская музыкальная мафия» вместе с Антоном Соя, продюсирование рок-группы «Кукрыниксы». С 2019 года работает с проектом «Горшенёв». Позже Игорь Гудков нашёл себя в кинематографе, приложив руку к созданию картин, посвященных Михаилу Горшенёву, «Королю и Шуту» и Майку Науменко.
В теле- и киноиндустрии с 2003 года, с момента занятия поста директора кинокомпании в продюсерской компании «Слово», которая занималась производством ТВ-сериалов «Убойная сила-5» и «Убойная сила-6».
С 2018 года занимает должность Генерального продюсера в Кинокомпании «Лига-фильм».
В музыкальном сообществе Игорь Гудков известен под псевдонимами «Панкер» (Punker) и «Монозуб».

## Биография

### Ранние годы
Игорь Гудков родился 26 октября 1960 года в городе Ленинграде (ныне — Санкт-Петербург) в коммунальной квартире на Невском проспекте. Свои ранние годы Игорь провел в Донецке, куда его родители, отец — инженер и мать — врач-педиатр, уехали по распределению.
Учился в ленинградской средней школе № 71, что расположена в районе Гражданки. В шестнадцатилетнем возрасте переехал вместе с семьей в Купчино, где отчим Игоря получил квартиру. В Купчино на пластиночном «толчке». Гудков познакомился с Андреем «Свином» Пановым — будущим лидером панк-коллектива «Автоматические удовлетворители». В купчинскую компанию Гудкова и Панова также входили Евгений Юфит (в будущем — основатель российского некрореализма), Алексей Рыбин и Виктор Цой (оба стояли у основания группы «Гарин и Гиперболоиды» из которой появилась группа «Кино»).
В 1980 году Андрей «Свин» Панов и Игорь Гудков, подражая группе Sex Pistols, организовали «Автоматические удовлетворители» (сокращенная аббревиатура — «АУ») — одну из первых панк-групп в Советском Союзе. По инициативе Артемия Троицкого первый концерт «АУ» состоялся в 1981 году на частной квартире в Москве.

### Музыкальная карьера
В 1981 году был организован Ленинградский рок-клуб, куда одним из первых вступил Игорь Гудков. Вместе с будущим писателем Павлом Крусановым образовали группу «Абзац», куда вошёл и Алексей Рыбин. Коллектив подражал раннему творчеству Бориса Гребенщикова и делал что-то «аквариумоподобное». Игорь играл на барабанах и бонго, Павел — на гитаре и пел. Коллектив не дал ни одного концерта, но успел записать на студии Большого театра кукол, где год перед переходом на работу в ЛГИТМиК трудился Панкер, магнитофонный альбом, который, как и подобает панкам, куда-то исчез.
Предшественник Игоря на должности звукорежиссёра ЛГИТМиК (1978—1981) Сергей Свешников (впоследствии ставший знаменитым фотографом петербургского андеграунда) был уволен с должности за несанкционированную запись альбома Сергея Курёхина «The Ways of Freedom». В институте на Моховой освободилось место, на которое взяли Игоря Гудкова, хотя у последнего не было звукорежиссёрского образования. Между работой над озвучкой студенческих спектаклей здесь Гудков записал в 1982 году альбом Майка Науменко «LV» при участии Бориса Гребенщикова, дебютный альбом Бит-квартета «Секрет» «Ты и я» (музыканты занимались этажом ниже студии на курсе Аркадия Кацмана) и сольный альбом Константина Кинчева «Нервная ночь».
С 1983 по 1987 гг. работал в клубе «Фонограф», расположенный в здании ЛДМ под начальством Николая Михайлова — президента Ленинградского рок-клуба. При непосредственном участии Гудкова в «Фонографе» состоялись первые в Ленинграде концерты групп «Звуки Му», «ЧайФ» и V Фестиваль Ленинградского рок-клуба. В эти годы Гудков был членом Совета Ленинградского рок-клуба. Под эгидой клуба «Фонограф» проходили творческие вечера Цоя, Майка, Гребенщикова и других.
С 1985 по 1986 гг. — первый директор группы «Объект насмешек», основанной в Ленинграде Александром «Рикошетом» Аксёновым. За время сотрудничества в перевозной студии MCI звукорежиссёром Андреем Тропилло был записан один из лучших альбомов «Объекта насмешек» «Гласность», изданный только в 1987 году. Панкер покинул директорскую должность добровольно, так как столкнулся с необходимостью частых гастролей с коллективом. На смену Игорю Гудкову в «Объект насмешек» пришла Марьяна Цой, жена (1984—1990) Виктора Цоя. Панкер поддерживал теплые дружеские и профессиональные отношения как с Марьяной Цой, так и с Рикошетом до конца их жизненного пути.
С 1987 по 1997 гг. занимался коммерческой деятельностью (видеосалоны).
1997 год — знакомство Игоря «Панкера» Гудкова с группой «Кукрыниксы», что впоследствии вылилось в продюсирование группы.
С 1997 г. по 2002 гг. — исполнительный продюсер в компании «Бомба-Питер». При участии Гудкова изданы альбомы Дмитрия Ревякина «Охта» (1997), Леонида Фёдорова «Четыресполовинойтонны» (1997), группы «МашинБэнд» «Бомба» (1998), несколько альбомов Сергея Курёхина — «Подземная культура» (1998), «Популярные Зооэлементы» (1998), «Введение в Поп Механику» (1998), «Ранние фортепианные произведения» (1998), видеофильмы групп «АукцЫон» и Tequilajazzz и другое.
В компанию «Бомба-Питер», возглавляемую продюсером Олегом Грабко, Игорь привел три группы: «Пилот», «МультFильмы» и «Кукрыниксы». В 1997 году Панкер знакомится с Михаилом Горшенёвым и группой «Король и Шут», но переманить музыкантов на «Бомбу-Питер» не удается, так как у последних — действующий контракт с «Курицца Records».
Тем не менее, первый фильм (первая официальная видеокассета) «Короля и Шута» под названием «Праздник Скоморох» снимает именно Игорь Гудков. Видео издается компанией «Бомба-Питер» в 1997 году. Следующий фильм — «Ели мясо мужики» для «Короля и Шута», снимается Панкером в клубе «Спартак». Третий, последний на данный момент фильм «Короля и Шута» «На краю. Live» был отснят командой Игоря Гудкова за год до кончины Михаила Горшенёва, на концерте группы 2 февраля 2013 года в ДС «Юбилейный». До сих пор известны только пиратские версии видео «На краю. Live», изданные на DVD. Основой для пиратских релизов послужили ознакомительные демо, отправленные Гудковым для подписчиков по краудфандингу.
2000 — совместно с Марьяной Цой и Михаилом Козыревым организатор, сопродюсер и автор идеи фестиваля «КИНОпробы», состоявшего из двух концертов в Москве и Санкт-Петербурге. Было издано две части одноимённого сборника, в котором песни группы «Кино» спели многие известные музыканты: Рикошет, «Мумий Тролль», «Король и Шут», «МультFильмы», «Пикник», Tequilajazzz, «Кукрыниксы» и др. «КИНОпробы» — стали прекрасным трамплином для «Кукрыниксов» и «МультFильмов», групп, которые с 2000 года со-продюсировал Панкер вместе с Антоном Соя под вывеской «Русская музыкальная мафия».
В 2003 году — инициатор коллективной записи песни «Попса» на стихи Антона Соя для супергруппы «Рок-группа», куда вошли музыканты из коллективов ДДТ, «Пилот», «Король и Шут», «Кукрыниксы», «Бригадный подряд», «Разные люди». Поводом для записи хита «Попса» стал публичный скандал Юрия Шевчука с Филиппом Киркоровым. Три недели песня занимала первое место в хит-параде «Чартова дюжина» «Нашего Радио».
2005 год — инициирует создание клипа на основе материалов, взятых со съемок фильма «9-я рота», на песню «Звезда» группы «Кукрыниксы».
В этом же году выходит сольный альбом Михаила Горшенёва «Я Алкоголик Анархист», по факту — трибьют группе «Бригадный подряд». Идея проекта принадлежала Горшку, Антону Соя и Панкеру, но на диске значится надпись: «Идея: Михаил Горшенев, Антон Соя».
2019 год — ребрендинг группы «Кукрыниксы» Алексея Горшенёва на «Горшенёв», в которой Игорь Гудков становится директором.

### Телевизионный и кинобизнес
С телевидением Игорь Гудков сотрудничал, начиная с середины 1990-х. Можно вспомнить, что группы «Король и Шут» и «Кукрыниксы» он открыл для себя благодаря съемкам их концертов на несколько камер Betacam с помощью операторов с петербургского телевидения — «Пятого канала». Отснятый материал в петербургских клубах «Полигон» и «Спартак» ляжет в основу видеофильмов группы «Король и Шут» «Праздник Скоморох» и «Ели мясо мужики», изданных на VHS и DVD.
Первую должность директора кинокомпании Игорь Гудков получил в 2003 году в Продюсерской компании «Слово», где проработал два года. Было выпущено три серии сезона «Убойная сила-5» (2003) и весь сезон (двенадцать серий) «Убойной силы-6» (2004—2005). Снят четырёхсерийный телевизионный фильм «Брежнев» (2005).
С 2005 по 2013 годы занимал должность директора кинокомпании в «Нон-стоп продакшн». Среди известных работ того периода — телефильм «Ленинград» (2007) режиссёра Александра Буравского, восьмисерийный телесериал «Белая гвардия» (2012) режиссёра Сергея Снежкина и художественно-исторический фильм «Сталинград» (2013) режиссёра Фёдора Бондарчука.
В кинокомпании «Д-Фильм» в качестве линейного продюсера был задействован в производстве двух фильмов режиссёра Ивана Дыховичного: «Вдох-выдох» (2006) и «Европа-Азия» (2008).
С 2015 года занялся продюсерской работой в кино в собственной кинокомпании «Шарк». В этот период вышло несколько сериалов — «Екатерина Великая» (2015), «Знахарь» (2018) по заказу «Первого канала», «Аз Воздам» (2015), «Личность не установлена» (2017) для НТВ, «Любовь говорит» (2014) для телеканала «Россия», «Иные» (2015) для ТВ-3.
В 2017 году компания «Шарк» сняла фильм «Скоро все кончится». Продюсером ленты выступил Игорь Гудков, а режиссёром и сценаристом — его давний друг, один из основателей группы «Кино» Алексей Рыбин. Главные герои, по мнению, Гудкова, «мужчина, женщина и телевизор». Саундтрек фильма включает песни групп «Аффинаж», «Бригадный подряд», «Дайте танк (!)» и «БеZ Б». «В картине звучат современные группы, которые слушают в интернете, молодежь ходит на их концерты в клубы. И они действительно очень хорошо подошли к этой истории». Фильм был номинирован на главный приз Премии «Кинотавр» в 2017 году. Презентация в Санкт-Петербурге, в родном городе Гудкова и Рыбина, состоялась с небольшим опозданием — прошла в Киноцентре Дома Кино в ноябре 2018 года.
В 2018 году Игорь Гудков занял должность Генерального продюсера в кинокомпании «Лига-фильм». Было выпущено несколько телесериалов (в том числе «Знахарь-2» (2019) для «Первого канала»), продолжилось сотрудничество с режиссёром Алексеем Рыбиным — кинофильм «Уездный город Н» ("Лига-Фильм, 2021), рассказывающий о жизни Майка Науменко. Фильм «Уездный город Н» имеет второе название — «Джонни». В главной роли снялся Николай Фоменко. Премьерный показ фильма «Уездный город Н» состоялся в конце октября 2021 года на петербургском телеканале «78».
В 2023 году в Санкт-Петербурге и Выборге закончились съемки восьмисерийного сериала «Король и Шут», премьера которого состоялась в «Кинопоиске». Сопродюсерами выступили Игорь Гудков (также — автор идеи) и Андрей Князь.

### Кинопроект о Цое
Вначале фильм о Цое должен был снимать режиссёр Павел Руминов. На момент встречи Панкера и Алексея Рыбина с Руминовым у первых был написан сценарий про Цоя. Его заказала кинокомпания Сергея Мелькумова, который знал, что Панкер с Рыбиным были хорошо знакомы с Цоем. Сценарий у Гудкова и Рыбина купили, но до съемок дело не дошло. С того момента прошло много лет, и идея вновь завитала в воздухе. Гудков и Рыбин с самого начала решили снимать кино про ранний этап Цоя, когда они с ним плотно общались. В сценарии отталкивались от книжки-бестселлера Рыбина «Кино с самого начала». Потом были добавлены воспоминания Наталии Науменко (вдовы лидера группы «Зоопарк» Михаила Науменко), она вытащила любовную историю, и на основе всего этого был написан сценарий фильма «Лето» (не путать с фильмом «Лето» (2018) Кирилла Серебрянникова). Руминов хотел дать главным героям другие имена, при этом сделав романтический фильм с музыкой Цоя и Майка. Гудков и Рыбин одобрили эту идею. Руминов ушёл из проекта. Гудков и Рыбин стали заниматься фильмом, отсняли тестовые съемки, но в этот момент появилась фигура Кирилла Серебренникова. Игоря Гудкова и Алексея Рыбина приглашали к Серебренникову в качестве консультантов, но те отказались, возник явный конфликт интересов.

## Альбомография
- Абзац — «Будьте Нате и Панкер» (1981) — барабанщик, перкуссионист
- Абзац — «Ограбление» (1981) — барабанщик, перкуссионист, звукорежиссёр
- Майк — «LV» (1982) — звукорежиссёр
- Секрет — «Ты и я» (1984) — звукорежиссёр
- Доктор Кинчев — «Нервная ночь» (1984) — звукорежиссёр

## Фильмография

### Продюсерские работы
| Год  | Фильм                       |
| ---- | --------------------------- |
| 2006 | Вдох-выдох                  |
| 2008 | Европа-Азия                 |
| 2014 | Любовь говорит              |
| 2015 | Иные                        |
| 2015 | Аз воздам                   |
| 2015 | Екатерина Великая           |
| 2017 | Петрович                    |
| 2017 | Личность не установлена     |
| 2017 | Скоро всё кончится          |
| 2018 | Знахарь                     |
| 2019 | Знахарь 2                   |
| 2021 | Ледяная история             |
| 2021 | Последний аксель            |
| 2021 | Уездный город Н» («Джонни») |
| 2022 | Капкан на судью             |
| 2023 | Король и Шут                |
| 2024 | Комбинация                  |

### Директор
| Год  | Фильм               |
| ---- | ------------------- |
| 2005 | Брежнев             |
| 2007 | 18-14               |
| 2007 | Ленинград           |
| 2008 | Тот, кто гасит свет |
| 2011 | Белая гвардия       |
| 2012 | Патруль             |
| 2013 | Сталинград          |

## Литературная деятельность
В 2019 году в соавторстве с Алексеем Горшенёвым, другими участниками группы «Кукрыниксы» и журналистом Константином Ильиным принял участие в создании книги «История рок-группы „Кукрыниксы“», выступил в качестве продюсера и соавтора книжного издания. Книга издана лейблом «Капкан».

## Семья
В первый раз Игорь Гудков женился на литовской актрисе Регине Ляоновне Лялейките (1961—2014), которая училась на актёрском факультете ЛГИТМиК у Аркадия Кацмана и Льва Додина на одном курсе вместе с Максимом Леонидовым и Дмитрием Рубиным. В 1983 году Гудков работал в студии звукозаписи при ЛГИТМиК, где записывал фонограмму Бит-квартета «Секрет» для спектакля «Ах, эти звёзды!». Одну из звукозаписывающих сессий музыкального квартета посетила Регина Лялейките. Отношения в браке Игоря и Регины продлились десять лет (с 1983 по 1993 гг.).
Женился во второй раз в 1994 году на Сугатовой Татьяне Леонидовне. Имеют совместную дочь — Веру Гудкову (род.: 1996), известную также под именем Вера Вольт.
Женат на Даниловой Елене Геннадьевне.